# 호쿠세이코섬

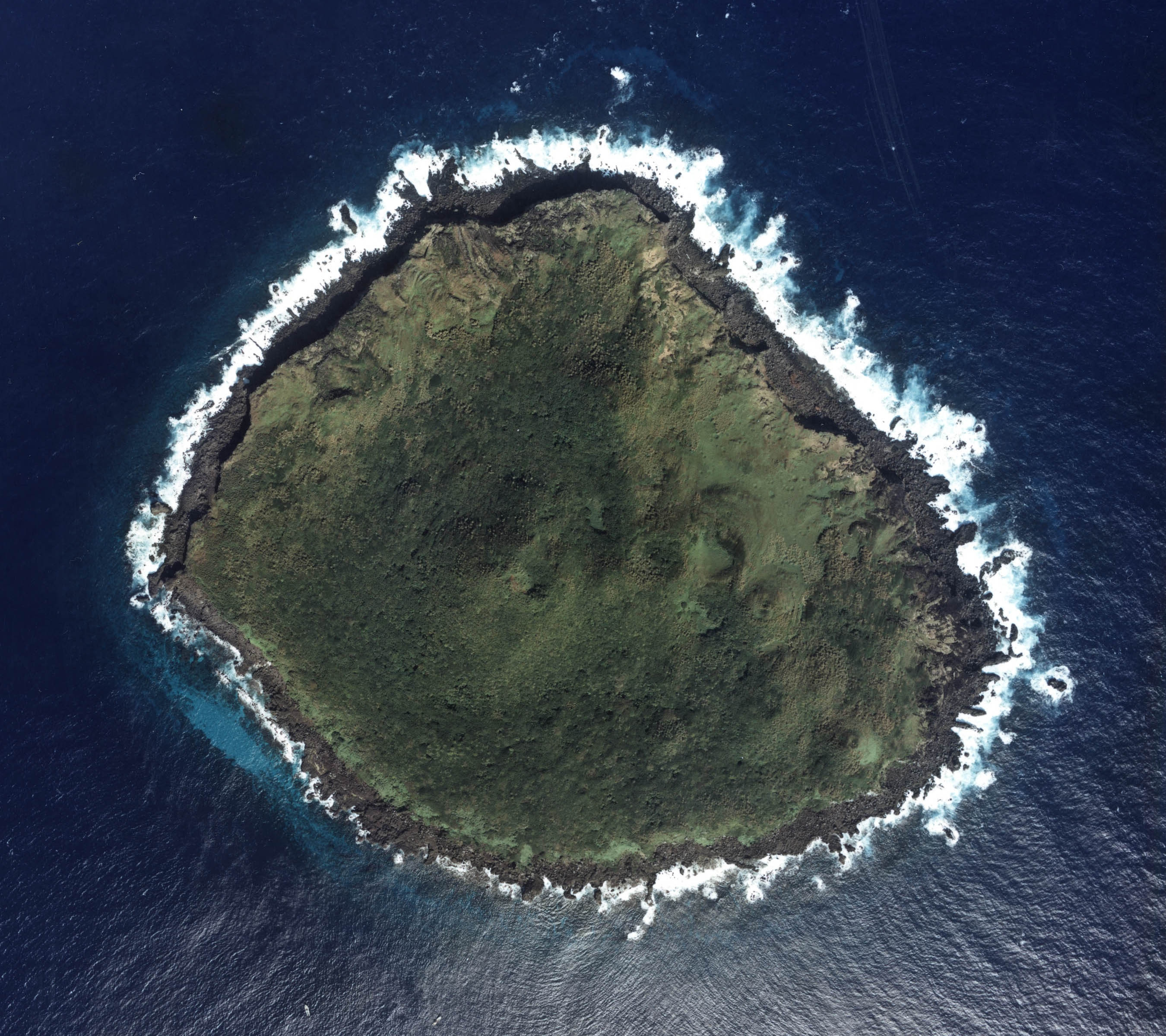
구바 섬(중국명 하이툰 섬)

호쿠세이코섬(일본어: 北西小島 호쿠세이코지마[*]) 또는 하이툰섬(중국어: 海豚岛)은 센카쿠 또는 댜오위다오의 섬인 구바섬(중국명: 황웨이섬)의 북서쪽에 위치한 무인도이다.